# مينت (صحيفة مالية)
مينت هي صحيفة مالية هندية يومية وهي فرع من إتش تي ميديا ، ايضا هي مجموعة إعلامية مقرها في دلهي والتي يسيطر عليها عائلة كريشنا كومار بيرلا تم تداول الجريدة منذ عام 2007.
من بين خمس صحف تجارية يومية تُنشر في الهند ، صعدت صحيفة مينت إلى المرتبة الثانية في الهند فور إطلاقها وظلت تحتل المركز الاول منذ ذلك الحين. وهي تنشر طبعة وطنية واحدة تُطبع وتُوزع في نيودلهي ، مومباي ، بنغالور ، حيدر أباد ، تشيناي ، كولكاتا ، بيون ، أحمد أباد ، شانديغار. على عكس معظم الصحف السائدة في الهند ، لا يتم نشر صحيفة ميند الا يوم الأحد. وبدلاً من ذلك ، تقدم لقرائها مينت لنكوج كل يوم سبت ، وهي مجلة عطلة نهاية الأسبوع تركز على أسلوب الحياة الذكي والأزياء والطعام والكتب والعلوم والثقافة.